# Оровецкий, Павел Андреевич
Павел Андреевич Оровецкий (укр. Павло Андрійович Оровецький; 4 (17) марта 1905, с. Елизаветовка — 20 февраля 1976, Киев) — украинский советский писатель, журналист.

## Биография
Родился в 1905 году в с. Елизаветовка, Новомосковский уезд, Екатеринославская губерния, Российская империя.
Работал журналистом, позже — редактором Красноградской районной газеты «Соціалістична перебудова».
Литературную деятельность начал, как очеркист, в 1930 году.
В 1937 году был репрессирован. Уволен с журналистской работы. Устроился рабочим на кирпичный завод. Вскоре реабилитирован. Член ВКП(б) с 1941 года.
Участник Великой Отечественной войны, в РККА с августа 1941 года, воевал в составе 110 стрелковой дивизии, рядовой, красноармеец, заместитель политрука роты. 26 октября 1941 года в бою за деревню Слизнево Московской области получил тяжелое ранение пулей в нижнюю челюсть, на излечении в госпиталях находился до марта 1943 года, после чего был комиссован. Награждён медалями «За оборону Москвы» (1941), «За победу над Германией» (1945) и «За боевые заслуги» (1947, за подвиг октября 1941 года, представлялся к Ордену Славы III степени).

## Творчество
П. А. Оровецкий — писатель-соцреалист, автор сборников рассказов и очерков, повестей и романов о социалистических преобразованиях колхозного села на Украине, ряд произведений про героизм советских воинов в годы войны.
- «Дівчина з села Піски» (1951),
- «Семисотенниця» (1955),
- «Серце солдата» (1958),
- «Друга зустріч» (1960),
- «Глибока розвідка» (1963),
- «Рубіновий промінь» (1965),
- «Загибель Полоза» (1969),
- «Береги життя» (1971) и др.
- «Партизанська повість» (1972)
- «Перерваний рейс» (1975)
- «Сон» и др.

В русском переводе вышли его книги «Вторая встреча» (1962) и «Живёт солдат» (1966).